# Bomarea vargasii
Bomarea vargasii är en alströmeriaväxtart som beskrevs av Hofreiter. Bomarea vargasii ingår i släktet Bomarea och familjen alströmeriaväxter. Inga underarter finns listade i Catalogue of Life.